# Дністрянський Станіслав Северинович
Станісла́в Севери́нович Дністря́нський (13 листопада 1870, Тернопіль — 5 травня 1935, Ужгород) — український вчений-правник і політичний діяч, автор проєкту Конституції ЗУНР. Дійсний член НТШ, академік Всеукраїнської Академії Наук (ВУАН, 1927). Швагро письменника Юліана Опільського (брата вченого Степана Рудницького).

## Життєпис

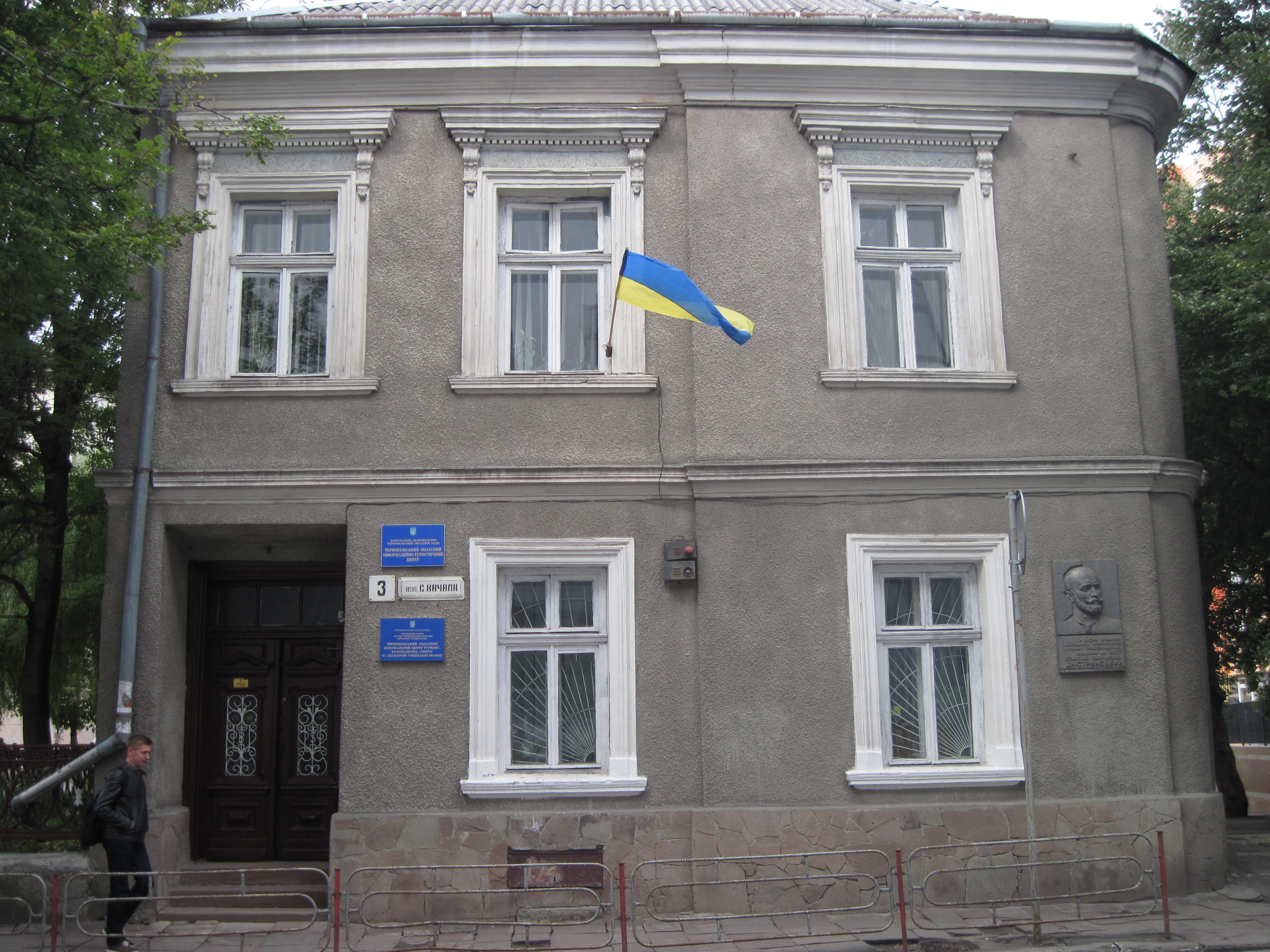
Будинок Дністрянських у Тернополі (тепер приміщення Тернопільського обласного туристично-краєзнавчого центру)

Станіслав Дністрянський народився 13 листопада 1870 року в Тернополі в родині першого директора місцевої чоловічої учительської семінарії, д-ра Северина Дністрянського (1839, Озеряни—1899).
Закінчив чотири класи Тернопільської чоловічої учительської семінарії. Навчався у Тернопільській ц.-к. гімназії (зокрема, у 1888 році був учнем VIIIa класу), яку закінчив з відзнакою (отримав свідоцтво з відзнакою про складання матури) 1888 року, як і його однокласник Євген Левицький). Того ж року вступив на правничий факультет Віденського університету, після закінчення якого у 1893 році продовжив освіту в університетах Берліна (1894–1896) та Лейпцига (1896–1997).
1894 року за працю з австрійського приватного права «Трилітній реченець з § 1487, з. к. з. ц.» дістав звання доктора права. Протягом 1898—1918 років працює на посадах доцента, надзвичайного професора та звичайного професора австрійського цивільного права у Львівському університеті. Тут С. Дністрянський розгортає широку наукову діяльність. Очолює юридично-статистичну комісію Наукового товариства імені Т. Шевченка, з 1901 року редагує «Часопис правничий і економічний», публікує статті на юридичні теми і рецензії в українській, польській та німецькій пресі.
У 1901—1913 роках опублікував трьома мовами понад 12 новаторських правових праць, зокрема: «Чоловік і його потреби в правовій системі», «Реформа виборчого права в Австрії», «Звичаєве право і соціальні зв'язки» та інші. У 1909 році за його ініціативою було засновано Товариство україно-руських правників, яке об'єднало національно свідомих юристів Галичини й Буковини.
У 1907 та 1911 роках його було обрано від округу № 62 (Рава Руська — Угнів — Немирів — Яворів — Краківець — Жовква — Куликів — Белз — Янів) депутатом до Райхсрату Цислейтанії, у 1918—1919 роках був членом Української Національної Ради ЗУНР.
Мешкав у Львові в будинку на вул. Вроновських (нинішня вулиця Колесси), 15.
З 1919 року перебував в еміграції. Після ліквідації української кафедри у Львівському університеті, 1921 році брав участь в організації Українського вільного університету у Відні (восени того ж року університет переведений до Праги). Першим ректором призначено Олександра Колессу, а Северина Дністрянського обрано деканом факультету права і суспільних наук, у наступному 1922 році — ректором, у 1923 та 1933—1935 роках проректором цього ж навчального закладу. 1923 року заснував та очолив видавничу комісію при Українському вільному університеті, а також був в числі засновників Українського правничого товариства в Чехословаччині та Українського історично-філологічного товариства у Празі. Водночас працював в Німецькому університеті у Празі (1929—1933) та празькій Вільній школі політичних наук (1928—1930), співробітничав з Українською господарчою академією в Подєбрадах та Українським науковим інститутом у Берліні. У 1927 році заочно обраний дійсним членом Всеукраїнської академії наук на кафедрі цивільного права та політики, але не зміг переїхати до Києва для реальної праці в Академії через труднощі з відповідним дозволом від польської влади, під юрисдикцією якої перебували на той час західноукраїнці. У 1932 році після виходу з польського громадянства дістав чехословацьке громадянство, проте тепер переїзду завадила репресивна політика радянської влади щодо української інтелігенції. Наприкінці життя Станіслав Дністрянський хворів на серце. У 1933 році після перенесення двох інфарктів відмовився від викладацької праці та активної громадської діяльності та переселився до Ужгорода, де планував зайнятися адвокатською практикою та дослідженням звичаєвого права Карпатської України.
Помер Станіслав Дністрянський від серцевого нападу в Ужгороді 5 травня 1935 року після однієї з публічних лекцій. Похований на цвинтарі «Кальварія» в Ужгороді. Його дружина Софія померла у 1956 році і лише навесні 2001 року Софію Дністрянську перепоховали біля її чоловіка. Так, через сто років після шлюбу закохані знову з'єдналися.

## Родина
Дружина — піаністка, педагог Софія з Рудницьких (1882—1956), сестра науковця-географа Стефана Рудницького, письменника Юліана Опільського (псевдонім Юрія Рудницького).

## Доробок

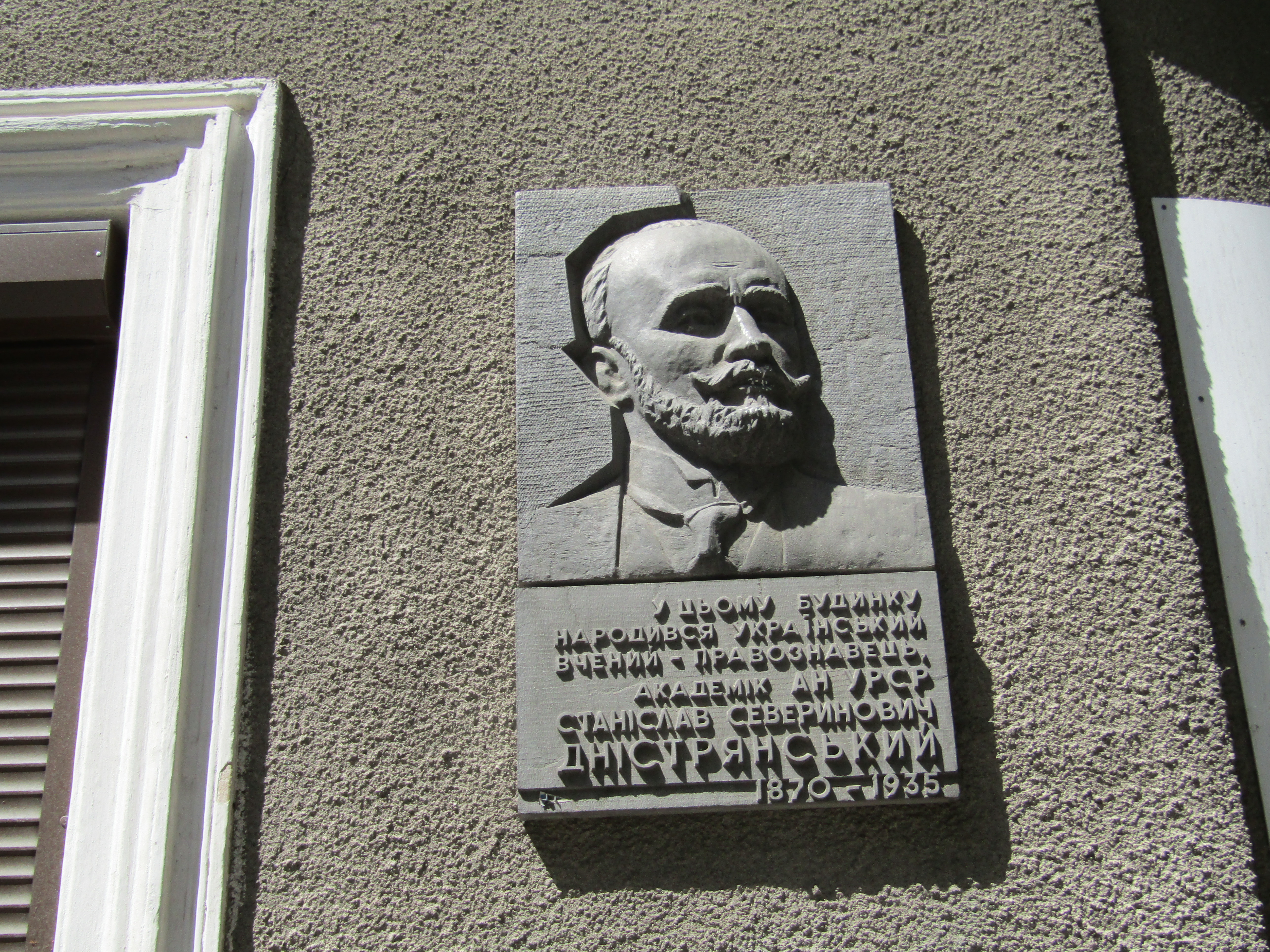
Пам'ятна таблиця Станіславу Дністрянському у Тернополі

Науковий доробок Станіслава Дністрянського складає понад 140 праць і численних наукових статей українською, польською, німецькою, чеською та французькою мовами, що охоплюють проблеми державного, цивільного, сімейного (за визначенням науковця — родинного) і авторського права, окремі питання теорії і історії держави і права, деякі аспекти міжнародного приватного права. У 1922 році написав проєкт конституції ЗУНР, у якому передбачалося об'єднання з Великою Україною на основі права народу на самовизначення. Він розробив основи правової держави, зокрема правління республіки, заклав основи української політології.

### Праці
Українською мовою
- «Трилітній речинець з §1487, з.к.з.ц.» // Часопись правнича. — Львів, 1895. — Р. 5. — С. 88–112.
- «Полагода шкоди з огляду економічного і социяльного» // Часопись правнича. — Р. 7. — Львів, 1897. — С. 1–102.
- «Суть справи договору поставки в австрійському праві» (рукопис, 1898);
- «Переднє слово: про Олександра Огоновського» (рукопис, 1899);
- «Право спадщини» (рукопис, 1899);
- «Заручини в австрійськім праві. Габілітаційний виклад д-ра Станіслава Дністрянського, виголошений у Львові дня 26 січня 1899» / С. Дністрянський // Часопись правнича. — Р. 9. — Львів: З друкарні Наукового Товариства імени Шевченка, 1899. — С. 1–23.
- «Берненська унія і наше відношення до неї» / С. Дністрянський // Часопись правнича і економічна. — Львів: З друкарні Наукового Товариства імени Шевченка, 1900. — Рік 1. — Т. 1. — С. 1—56.
- «Австрійське право облігаційне» / С. Дністрянський // Часопись правнича і економічна. — Львів: З друкарні Наукового Товариства імени Шевченка, 1901. — Рік 2, Т. 2. — С. 1-92; Рік 2, Т. 3. — С. 93—198.
- «Австрийське право облігацийне» / С. Дністрянський. — Львів: Наукове т-во ім. Шевченка, 1901. — Вип. І. — 198 с. — (Правнича б-ка / під ред. С. Дністрянського; Т. II.).
- «Права руської мови у Львівськім університеті» / С. Дністрянський // Часопись правнича і економічна. — Львів: З друкарні Наукового Товариства імени Шевченка, 1901. — Рік 2, Т. 3. — С. 1—38.
- «Право родинне після викладів професора д-ра Дністрянського». — Львів, 1901. — 648 с.
- «Австрийське право облігацийне» / С. Дністрянський. — Львів: Наукове т-во ім. Шевченка, 1902. — Вип. II. — 426 с. — (Правнича б-ка / під ред. С. Дністрянського; Т. II.).
- «Звичаєве право — а социяльні звязки. (Причинки до пояснення §10 австрійської книги законів цивільних)» / С. Дністрянський // Часопись правнича і економічна. — Львів: З друк. Наукового Товариства імени Шевченка, 1902. —Рік 3, Т. 4-5. — С. 1—42.
- «Право родинне: рукопис викладів» / С. Дністрянський. — Львів: Накладом «Кружка правників», 1903. — 104 с.
- «Mandatum в почині правного розвою. Студія з римського права» / С. Дністрянський // Часопись правнича і економічна. — Львів: З друк. Наукового Товариства імени Шевченка, 1904. — Рік 4, Т. 6-7. — С. 1—160.
- «Нові причинки до теорії заручин в новітнім праві» / С. Дністрянський // Часопись правнича і економічна. — Львів: З друкарні Наукового Товариства імени Шевченка, 1905. — Рік 5, Т.8. — С. 1—87.
- «Правове відношенє родичів до дітей». — Львів, 1906. — 184 с.
- «Австрийске право приватне: рукопис викладів» / С. Дністрянський. — Львів: Накладом «Кружка правників» т-ва «Академічна Громада», 1906. — 308 с.
- «Реформа виборчого права в Австрії» // Часопись правнича і економічна. — Львів, 1906. — Р. 6. — Т. 9. — С. 1—138.
- Національна статистика // Студії з поля суспільних наук і статистики. — Львів, 1909. — Т. 1. — С. 17–64; 1910. — Т. 2. — С. 27–74.
- «Табулярне засидженє» / С. Дністрянський. — Львів: Друкарня Наукового т-ва імени Шевченка, 1910. — 101 с.
- «Табулярне засидженє» // Правничий Вістник. — Львів: З друкарні Наукового т-ва імени Шевченка, 1910. — Рік 1. — Ч. 3—4. — С. 121—221.
- «Що треба каждому знати про спис населення або конскрипцію». — Львів, 1910. — 28 с.
- «Закон про службову умову торговельних помічників» / С. Дністрянський // Правничий Вістник. — Львів: З друкарні Наукового Товариства імени Шевченка, 1910. — Рік 1. — Ч. 2. — С. 85—106.
- «Діяльність Товариства українсько-руських правників у Львові в р. 1909» // Правничий вісник. — Львів, 1910. — Р. 1. — Ч. 1. — С. 58.
- «Правний спір Народного Дому з Дівочим Науковим Інстітутом СС. Василіянок у Львові» / С. Дністрянський // Правничий Вістник. — Львів: З друкарні Наукового Товариства імени Шевченка, 1911. — Р. 2. — Ч. 1-2. — С. 111—140.
- «Природні засади права» (§7 к. ц. з.) // Правничий вісник. — Львів, 1911. — Р. 2. — Ч. 3–4. — С. 205–233.
- «Причинки до науки про досмертщину подруга» / С. Дністрянський // Правничий Вістник. — Львів: З друкарні Наукового Товариства імени Шевченка, 1911. — Р. 2. — Ч. 1-2. — С. 1—32.
- «Причинки до реформи приватного права в Австрії» / С. Дністрянський // Часопись правнича і економічна. — Львів: З друкарні Наукового Товариства імени Шевченка, 1912. — Рік 7, Т. 10. — С. 1—111.
- «Проект закона про обезволенє» / С. Дністрянський // Часопись правнича і економічна. — Львів: З друкарні Наукового Товариства імени Шевченка, 1910. — Р. 1. — Ч. 1. — С. 2—23.
- «Новеля до цивільного закона» / С. Дністрянський // Правничий Вістник. — Львів: З друкарні Наукового Товариства імени Шевченка, 1913. — Рік 3, Ч. 1-4. — С. 114—173.
- «Об'єднана Україна» // Neue Illustrierte Zeitung. — Vien; Czernowitz. — 1918. — 15 січня.
- «Цивільне право» / С. Дністрянський. — Відень, 1919. — Т. 1. — 1063 с.
- «Самовизначення народів» // Воля. — Відень, 1919. — Т. 5: Ч. 3. — С. 102–106; Ч. 4. — С. 150–154; Ч. 5. — С. 198–203.
- «Статут для Галичини» // Воля. — Відень, 1919. — Т. 6: Ч. 3. — С. 101–108; Ч. 4. — С. 150–158.
- «Зв'язок і сполука народів» // Воля. — Відень, 1920. — Т. 2: Ч. 9. — С. 348–353; Т. 3: Ч. 1. — С. 3–8; Ч. 2. — С. 51–54; Ч. 5. — С. 163–169; Ч. 7. — С. 244–247; Ч. 10/11. — 387–392.
- «Нові проєкти української конституції» // Воля. — Відень, 1920. — Т. 6: Ч. 5. — С. 232–237; Ч. 6. — С. 301–309; Ч. 7/8. — С. 342–348.
- «Реформа правничих і суспільних наук» // Воля. — Відень, 1920. — Т. 2: Ч. 1. — С. 4–11; Ч. 5. — С. 201–206; Ч. 6. — С. 244–248.
- «Товариство прихильників освіти» // Воля. — Відень, 1920. — Т. 2. — Ч. 3. — С. 120–121.
- «Річеве право» (рукопис, 1923).
- «Провідні думки в історії і теорії міждержавного приватного права» / С. Дністрянський. — Прага, 1923. — 22 с.
- «Історія приватного права» (рукопис, 1923—1924).
- «Погляд на теорії права та держави: ювілейний збірник Наукового товариства ім. Шевченка у Львові в пятьдесятиліття основання 1873—1923» / С. Дністрянський. — Львів: Наук. т-во ім. Шевченка, 1925. — 63 с.
- «Загальна наука права і політики». — Том II. Книга 4. Історія приватного права (рукопис, 1926).
- Реферат на дослідження д-ра Мих. Мельника «Комітет, як збіркове підприємство — юридична особа приватного права» (машинопис, 31 березня 1926).
- «Приватне право». — Том І. Основи (рукопис, 1927).
- «Родинне право Закарпатської України» (рукопис, 1928).
- «До юридичної методології. Друкований відтиск із коректорськими правками» (1935).
- «Границі науки права» (рукопис, без дати).
- «З теорії міждержавного приватного права» (рукопис, без дати).
- «Загальні правні постанови» (рукопис, без дати).
- «Історія міжнародного, церковного та карного права» (рукопис, без дати).
- «Наука українського приватного права» (фрагмент рукопису, без дати).
- «Позив о право власности» (фрагмент рукопису, без дати).
- «Цивільне право». Том II (рукопис, без дати).
- «Четвертий відділ. Пожиткові річеві права. П'ятий відділ: Кредитові річеві права» (рукопис, без дати).
- «Шлях до нової теорії цивільного права» (рукопис, без дати).
- «Фрагменти рукописів наукових досліджень» (рукопис, без дати).
- «Правний стан населення земель українських XIV-XVI в.» (рукопис, без дати).
- «Населення Московщини XIV—XVII в.» (рукопис, без дати).

Іноземними мовами
- «Das Wesen des Werklieferungsvertrages im österreichischen Rechte». — Wien, 1898. — 194 s. (нім.)
- «Wykład prawa familijnego». — Lwów, 1901, 1902. — 428 s. (пол.)
- «О istocie prawa zwyczajowego». — Lwow, 1904. — 56 s. (пол.)
- «Das Gewohnheitsrecht und die sozialen Verbände». — Czernowitz, 1905. — 55 s. (нім.)
- «Kilka słow o doźywociu małźonka» / S. Dniestrzański. — 27 s. (пол.)
- «Die natürlichen Rechtsgrundsätze» (§7 ABGB). — Wien, 1911. — 35 s. (нім.)
- «Das Recht des Besitzes und das Besitzrecht im österreichischen Tabularrechte». — Wien, 1911. — 24 s. (нім.)
- «L'Ukraine et la Conférence de la Paix» / S. Dnistrianskyi. — 1919. — 124 s. — (Les Questions Ukrainiennes. No. 5.) (фр.)
- «O istocie prawa gospodarczego» / S. Dniestrzański. — Kraków, 1932. — 25 s. (пол.)
- «O istocie prawa zwyczajowego» / S. Dniestrzański. — Lwów, 1904. — 56 s. (пол.)
- «O zaręczynach w prawie austryackiem» / S. Dniestrzański. — Lwów: Z Drukarni Władysława Łozińskiego, 1899. — 69 s. (пол.)
- «Ukrajina a mírová konference» / S. Dnistrjanśkyj. — Praha: Všesvit, 1919. — 65 s. (чеськ.)
- «Ukrajinci Čechům» (рřеklаd z rukopisu) // Poznejme Ukrajinu. Sbírka informačních а časových роjednání о ukrjinské оtázce. Česka serie. — Č. 1. — Kyjiv–Ргаha, 1919. — 20 s. (чеськ.)
- «Základy moderního práva soukromého» / S. Dnistrjanśkyj. — Praha: Nákladem České Akademie vĕd a Umĕní, 1928. — 347 s. (чеськ.)
- «Zur Methodik des Privatrechts». — Praha, 1929. (нім.)
- «Zur Geschichte und Theorie des internationalen Privatrechts» / S. Dnistrjanskyj. — Wien, Leipzig, 1929. — 51 s. (нім.)
- «Die Wiederherstellung des österreichischen internationalen Privatrechts» / S. Dnistrjanskyj. — Wien, Leipzig, 1931. — 56 s. (нім.)
- «Poznámky k nové osnovĕ občanského zákoníka» / S. Dnistrjanśkyj // Sborník vĕd právních a státních. — Praha, 1932. — Ročník XXXII. — Sešit II. — S. 129-162; Sborník vĕd právních a státních. — Ročník XXXIII. — S. 50-133; Sborník vĕd právních a státních. — Ročník XXXIV. — S. 312-322. (чеськ.)
- «Právni vznik československého státu» / S. Dnistrjanśkyj // Právník: časopis vĕnovaný vĕdĕ právní i státní. — Praha, 1929. — Ročník LXVIII. — Sešit XII. — S. 353—365. (чеськ.)
- «Allgemeine Bemerkungen zum neuen Entwurf eines Čechoslovakisсhen Bürgerlichen Gesetzbuchs». — Wien–Leipzig, 1933. —  68 s. (нім.)

### Статті
Українською мовою
- «Нова держава»: Інавгураційний виклад ректора проф. Станіслава Дністрянського // Український вільний університет в Празі, в роках 1921–1926. — Прага : Український вільний університет, 1927. — С. 93–105.;
- «Звідомлення ректора проф. д-ра Станіслава Дністрянського про діяльність Українського Вільного Університету в Празі за шкільний рік 1922–1923» // Український вільний університет в Празі, в роках 1921–1926. — Прага : Український вільний університет, 1927. — С. 106–125.;
- «Боротьба народу за право» // Діло. — 1928, 14 січня. — Число 10. — С. 1.;
- «Старі й нові шляхи в науці приватного права» // Життя і право. — 1929. — Число 4. — С. 7–22.;
- ««Соціальні форми права» // Записки Соціально-економічного відділу ВУАН. — Київ, 1927. — Т. 5–6. — С. 1–32.;
- «Культура, цивілізація та право»: Тези доповіді на Українському науковому з'їзді в Празі 1926 р. // Український науковий з'їзд у Празі 3–7 жовтня 1926 р. — Прага, 1928. — С. 33–34.;
- «Потреби нової системи приватного права»: Тези доповіді на Українському науковому з'їзді в Празі 1926 р. // Український науковий з'їзд у Празі 3–7 жовтня 1926 р. — Прага, 1928. — С. 34.;
- «Наші правничі часописи. (З моїх редакторських споминів)» // Життя і право. — 1928. — Число 1. — С. 3–11.;
- «Значення Геракліта й Сократа для науки права. Доповідь на Академічному засіданні правничого факультету в Празі в травні 1931 р.» // Український вільний університет в Празі, в роках 1926–1931. — Прага : Український вільний університет, 1931. — С. 148.;
- «Промова голови з'їзду професора д-ра С. Дністрянського при відкриттю Українського правничого з'їзду у Празі» // Життя і право. — 1933. — Число 4. — С. 3–8.;
- «Звіт з Українського правничого з'їзду у Празі від 4 до 7 жовтня 1933 р.» // Життя і право. — 1934. — Число 1. — С. 1–22.;
- «Нові кодифікаційні змагання на полі цивільного права»: реферат, відчитаний на ювілейному святі Товариства українсько-руських правників у Львові // Життя і право. — 1934. — Число 4. — С. 7–19.;
- «Нові шляхи українського приватного права» // Життя і право. — 1934. — Число 1. — С. 13–15.;
- «Проблеми господарського права в модерній добі»: резюме доповіді, зачитаної на Українському правничому з'їзді в Празі 4 жовтня 1933 р. // Життя і право. — 1934. — Число 1. — С. 7–8.;
- «Українці — професори права» // Ювілейний альманах Союзу українських адвокатів (1923–1933) / С. Дністрянський, В. Старосольський. — Львів, 1934. — С. 126–145.;
- «Авторське право» // Українська загальна енцикльопедія : Книга знання : в 3 т. / за ред. І. Раковського. — Львів ; Станиславів ; Коломия : Рідна школа, 1930. — Т. 1 : А – Ж. — С. 27. — 676 с.;
- «Великодержава» // Українська загальна енцикльопедія : Книга знання : в 3 т. / за ред. І. Раковського. — Львів ; Станиславів ; Коломия : Рідна школа, 1930. — Т. 1 : А – Ж. — С. 500. — 676 с.;
- «Вибірні (альтернативні) зобов'язання» // Українська загальна енцикльопедія : Книга знання : в 3 т. / за ред. І. Раковського. — Львів ; Станиславів ; Коломия : Рідна школа, 1930. — Т. 1 : А – Ж. — С. 523. — 676 с.;
- «Виконавча влада» // Українська загальна енцикльопедія : Книга знання : в 3 т. / за ред. І. Раковського. — Львів ; Станиславів ; Коломия : Рідна школа, 1930. — Т. 1 : А – Ж. — С. 541. — 676 с.;
- «Вина. Винагорода шкоди» // Українська загальна енцикльопедія : Книга знання : в 3 т. / за ред. І. Раковського. — Львів ; Станиславів ; Коломия : Рідна школа, 1930. — Т. 1 : А – Ж. — С. 544-545. — 676 с.;
- «Виповідь. Випозика. Вира» // Українська загальна енцикльопедія : Книга знання : в 3 т. / за ред. І. Раковського. — Львів ; Станиславів ; Коломия : Рідна школа, 1930. — Т. 1 : А – Ж. — С. 548. — 676 с.;
- «Вирібний договір» // Українська загальна енцикльопедія : Книга знання : в 3 т. / за ред. І. Раковського. — Львів ; Станиславів ; Коломия : Рідна школа, 1930. — Т. 1 : А – Ж. — С. 549. — 676 с.;
- «Відмова» // Українська загальна енцикльопедія : Книга знання : в 3 т. / за ред. І. Раковського. — Львів ; Станиславів ; Коломия : Рідна школа, 1930. — Т. 1 : А – Ж. — С. 570. — 676 с.;
- «Віднова поступування» // Українська загальна енцикльопедія : Книга знання : в 3 т. / за ред. І. Раковського. — Львів ; Станиславів ; Коломия : Рідна школа, 1930. — Т. 1 : А – Ж. — С. 570–571. — 676 с.;
- «Відповідальність урядовців та за урядовців» // Українська загальна енцикльопедія : Книга знання : в 3 т. / за ред. І. Раковського. — Львів ; Станиславів ; Коломия : Рідна школа, 1930. — Т. 1 : А – Ж. — С. 573–574. — 676 с.;
- «Відступлення» // Українська загальна енцикльопедія : Книга знання : в 3 т. / за ред. І. Раковського. — Львів ; Станиславів ; Коломия : Рідна школа, 1930. — Т. 1 : А – Ж. — С. 575. — 676 с.;
- «Відступлення від договору» // Українська загальна енцикльопедія : Книга знання : в 3 т. / за ред. І. Раковського. — Львів ; Станиславів ; Коломия : Рідна школа, 1930. — Т. 1 : А – Ж. — С. 575. — 676 с.;
- «Відступне» // Українська загальна енцикльопедія : Книга знання : в 3 т. / за ред. І. Раковського. — Львів ; Станиславів ; Коломия : Рідна школа, 1930. — Т. 1 : А – Ж. — С. 575—576. — 676 с.;
- «Відумерщина» // Українська загальна енцикльопедія : Книга знання : в 3 т. / за ред. І. Раковського. — Львів ; Станиславів ; Коломия : Рідна школа, 1930. — Т. 1 : А – Ж. — С. 576. — 676 с.;
- «Відшкодування» // Українська загальна енцикльопедія : Книга знання : в 3 т. / за ред. І. Раковського. — Львів ; Станиславів ; Коломия : Рідна школа, 1930. — Т. 1 : А – Ж. — С. 576. — 676 с.;
- «Віритель» // Українська загальна енцикльопедія : Книга знання : в 3 т. / за ред. І. Раковського. — Львів ; Станиславів ; Коломия : Рідна школа, 1930. — Т. 1 : А – Ж. — С. 602. — 676 с.;
- «Власність» // Українська загальна енцикльопедія : Книга знання : в 3 т. / за ред. І. Раковського. — Львів ; Станиславів ; Коломия : Рідна школа, 1930. — Т. 1 : А – Ж. — С. 620. — 676 с.;
- «Громада. Громадянство» // Українська загальна енцикльопедія : Книга знання : в 3 т. / за ред. І. Раковського. — Львів ; Станиславів ; Коломия : Рідна школа, 1930. — Т. 1 : А – Ж. — С. 870—873. — 676 с.;
- «Генеральний суд» // Українська загальна енцикльопедія : Книга знання : в 3 т. / за ред. І. Раковського. — Львів ; Станиславів ; Коломия : Рідна школа, 1930. — Т. 1 : А – Ж. — С. 922—923. — 676 с.;
- «Ґрунтова рента» // Українська загальна енцикльопедія : Книга знання : в 3 т. / за ред. І. Раковського. — Львів ; Станиславів ; Коломия : Рідна школа, 1930. — Т. 1 : А – Ж. — С. 984. — 676 с.;
- «Ґрунтове неподільне спадкоємство» // Українська загальна енцикльопедія : Книга знання : в 3 т. / за ред. І. Раковського. — Львів ; Станиславів ; Коломия : Рідна школа, 1930. — Т. 1 : А – Ж. — С. 984. — 676 с.;
- «Ґрунтове право» // Українська загальна енцикльопедія : Книга знання : в 3 т. / за ред. І. Раковського. — Львів ; Станиславів ; Коломия : Рідна школа, 1930. — Т. 1 : А – Ж. — С. 984. — 676 с.;
- «Держава» // Українська загальна енцикльопедія : Книга знання : в 3 т. / за ред. І. Раковського. — Львів ; Станиславів ; Коломия : Рідна школа, 1930. — Т. 1 : А – Ж. — С. 1049–1050. — 676 с.;
- «Державна адміністрація» // Українська загальна енцикльопедія : Книга знання : в 3 т. / за ред. І. Раковського. — Львів ; Станиславів ; Коломия : Рідна школа, 1930. — Т. 1 : А – Ж. — С. 1051. — 676 с.;
- «Державна приналежність. Державна рада» // Українська загальна енцикльопедія : Книга знання : в 3 т. / за ред. І. Раковського. — Львів ; Станиславів ; Коломия : Рідна школа, 1930. — Т. 1 : А – Ж. — С. 1051. — 676 с.;
- «Державне право» // Українська загальна енцикльопедія : Книга знання : в 3 т. / за ред. І. Раковського. — Львів ; Станиславів ; Коломия : Рідна школа, 1930. — Т. 1 : А – Ж. — С. 1052. — 676 с.;
- «Державний суд. Державний трибунал», «Державно-церковне право» // Українська загальна енцикльопедія : Книга знання : в 3 т. / за ред. І. Раковського. — Львів ; Станиславів ; Коломия : Рідна школа, 1930. — Т. 1 : А – Ж. — С. 1053. — 676 с.;
- «Довірництво», «Договір» // Українська загальна енцикльопедія : Книга знання : в 3 т. / за ред. І. Раковського. — Львів ; Станиславів ; Коломия : Рідна школа, 1930. — Т. 1 : А – Ж. — С. 1119. — 676 с.;
- «Закон. Законодавство» // Українська загальна енцикльопедія : Книга знання : в 3 т. / за ред. І. Раковського. — Львів ; Станиславів ; Коломия : Рідна школа, 1930—1933. — Т. 2 : З – Р. — С. 11—12. — 694 с.;
- «Законодавство робітниче» // Українська загальна енцикльопедія : Книга знання : в 3 т. / за ред. І. Раковського. — Львів ; Станиславів ; Коломия : Рідна школа, 1930—1933. — Т. 2 : З – Р. — С. 12. — 694 с.;
- «Конституція» // Українська загальна енцикльопедія : Книга знання : в 3 т. / за ред. І. Раковського. — Львів ; Станиславів ; Коломия : Рідна школа, 1930—1933. — Т. 2 : З – Р. — С. 332–333. — 694 с.;
- «Магдебурське право» // Українська загальна енцикльопедія : Книга знання : в 3 т. / за ред. І. Раковського. — Львів ; Станиславів ; Коломия : Рідна школа, 1930—1933. — Т. 2 : З – Р. — С. 585. — 694 с.;
- «Німецьке право» // Українська загальна енцикльопедія : Книга знання : в 3 т. / за ред. І. Раковського. — Львів ; Станиславів ; Коломия : Рідна школа, 1930—1933. — Т. 2 : З – Р. — С. 851–852. — 694 с.;
- «Нормативний» // Українська загальна енцикльопедія : Книга знання : в 3 т. / за ред. І. Раковського. — Львів ; Станиславів ; Коломия : Рідна школа, 1930—1933. — Т. 2 : З – Р. — С. 883. — 694 с.;
- «Обезволення», «Обезпечення» // Українська загальна енцикльопедія : Книга знання : в 3 т. / за ред. І. Раковського. — Львів ; Станиславів ; Коломия : Рідна школа, 1930—1933. — Т. 2 : З – Р. — С. 891. — 694 с.;
- «Облігаційне право» // Українська загальна енцикльопедія : Книга знання : в 3 т. / за ред. І. Раковського. — Львів ; Станиславів ; Коломия : Рідна школа, 1930—1933. — Т. 2 : З – Р. — С. 893. — 694 с.;
- «Права людини», «Правда Руська» // Українська загальна енцикльопедія : Книга знання : в 3 т. / за ред. І. Раковського. — Львів ; Станиславів ; Коломия : Рідна школа, 1930—1933. — Т. 2 : З – Р. — С. 1130. — 694 с.;
- «Правне діло» // Українська загальна енцикльопедія : Книга знання : в 3 т. / за ред. І. Раковського. — Львів ; Станиславів ; Коломия : Рідна школа, 1930—1933. — Т. 2 : З – Р. — С. 1131. — 694 с.;
- «Право» // Українська загальна енцикльопедія : Книга знання : в 3 т. / за ред. І. Раковського. — Львів ; Станиславів ; Коломия : Рідна школа, 1930—1933. — Т. 2 : З – Р. — С. 1131—1132. — 694 с.;
- «Правова держава», «Право маєткове», «Право природне» // Українська загальна енцикльопедія : Книга знання : в 3 т. / за ред. І. Раковського. — Львів ; Станиславів ; Коломия : Рідна школа, 1930—1933. — Т. 2 : З – Р. — С. 1132. — 694 с.;
- «Право подружнє», «Право приватне», «Право політичне», «Право публічне» // Українська загальна енцикльопедія : Книга знання : в 3 т. / за ред. І. Раковського. — Львів ; Станиславів ; Коломия : Рідна школа, 1930—1933. — Т. 2 : З – Р. — С. 1133. — 694 с.;
- «Право церковне» // Українська загальна енцикльопедія : Книга знання : в 3 т. / за ред. І. Раковського. — Львів ; Станиславів ; Коломия : Рідна школа, 1930—1933. — Т. 2 : З – Р. — С. 1134. — 694 с.;
- «Приватна власність. Приватний» // Українська загальна енцикльопедія : Книга знання : в 3 т. / за ред. І. Раковського. — Львів ; Станиславів ; Коломия : Рідна школа, 1930—1933. — Т. 2 : З – Р. — С. 1142. — 694 с.;
- «Римське право» // Українська загальна енцикльопедія : Книга знання : в 3 т. / за ред. І. Раковського. — Львів ; Станиславів ; Коломия : Рідна школа, 1930—1933. — Т. 2 : З – Р. — С. 1239–1240. — 694 с.;
- «Річеве право» // Українська загальна енцикльопедія : Книга знання : в 3 т. / за ред. І. Раковського. — Львів ; Станиславів ; Коломия : Рідна школа, 1930—1933. — Т. 2 : З – Р. — С. 1252. — 694 с.;
- «Родинне право» // Українська загальна енцикльопедія : Книга знання : в 3 т. / за ред. І. Раковського. — Львів ; Станиславів ; Коломия : Рідна школа, 1930—1933. — Т. 2 : З – Р. — С. 1259. — 694 с.;
- «Руське право» // Українська загальна енцикльопедія : Книга знання : в 3 т. / за ред. І. Раковського. — Львів ; Станиславів ; Коломия : Рідна школа, 1930—1933. — Т. 2 : З – Р. — С. 1306. — 694 с.;
- «Союзна держава» // Українська загальна енцикльопедія : Книга знання : в 3 т. / за ред. І. Раковського. — Львів ; Станиславів ; Коломия : Рідна школа, 1933. — Т. 3 : С – Я. — С. 163. — 676 с.;
- «Спадкове право. Спадковий договір» // Українська загальна енцикльопедія : Книга знання : в 3 т. / за ред. І. Раковського. — Львів ; Станиславів ; Коломия : Рідна школа, 1933. — Т. 3 : С – Я. — С. 170. — 676 с.;
- «Суверенність. Суверенний» // Українська загальна енцикльопедія : Книга знання : в 3 т. / за ред. І. Раковського. — Львів ; Станиславів ; Коломия : Рідна школа, 1933. — Т. 3 : С – Я. — С. 214. — 676 с.;
- «Територіальний принцип» // Українська загальна енцикльопедія : Книга знання : в 3 т. / за ред. І. Раковського. — Львів ; Станиславів ; Коломия : Рідна школа, 1933. — Т. 3 : С – Я. — С. 267–268. — 676 с.;
- «Федерація» // Українська загальна енцикльопедія : Книга знання : в 3 т. / за ред. І. Раковського. — Львів ; Станиславів ; Коломия : Рідна школа, 1933. — Т. 3 : С – Я. — С. 1037. — 676 с.;
- «Централізм. Централізація» // Українська загальна енцикльопедія : Книга знання : в 3 т. / за ред. І. Раковського. — Львів ; Станиславів ; Коломия : Рідна школа, 1933. — Т. 3 : С – Я. — С. 1140. — 676 с.;
- «Цивільне право», «Цивільний процес» // Українська загальна енцикльопедія : Книга знання : в 3 т. / за ред. І. Раковського. — Львів ; Станиславів ; Коломия : Рідна школа, 1933. — Т. 3 : С – Я. — С. 1147. — 676 с..
- «Доповідь С. Дністрянського на святочних зборах у Празі з нагоди вісімдесятиліття від дня народження І. Горбачевського» // Тернопіль. — 1995. — № 1. — С. 47—49.
- «Демократія та її майбутнє (26 жовтня 1933 р.)» // Вибори та демократія. — 2005. — № 2. — С. 82–88.
- «Конституція Західно-Української Народної Республіки (Проект, 1920 р.)» // Вибори та демократія. — 2008. — № 4. — С. 62–80.
- «Виборче право Австрії від 1848-1873» // Вибори та демократія. — 2009. — № 3. — С. 96–109.

Іноземними мовами
- «Eine selbständige ruthenische Universität in Lemberg» // Ukrainische Rundsdlau. — Wien, 1907. — S. 41—55. (нім.)
- «Zur Lehre vom Verlöbnis» // Zeitschrift für das Privat und öffentliche Recht der Gegenwart. — Wien, 1905. — Bd. 33. — S. 1–126. (нім.)
- «Zur Lehre von der Schuldübernahme» // Prager Juristische Vierteljahresschrift. — Prage, 1908. — Bd. 29. (нім.)
- «Umgangssprache und Nationalität» // Ukrainische Rundschau. — Wien, 1910. (нім.)
- «Volkszählung und Nationalitätenstatistik» // Stenografische Protokolle des Abgeordnetenhauses. — Wien, 1910. (нім.)
- «Vorbericht des Referenten über die Regierungsvorlage eines Gesetzes über die Entmündigung» // Parlamentsprotokolle. — Wien, 1910. — S. 1–60. (нім.)
- «Die natürlichen Rechtsgrundsätze» (§7 ABGB)) // Festschrift zur Jahrhundertfeier des Allgemeinen Bürgerlichen Gesetzbuches. — Wien, 1911. — S. 1–35 (нім.)
- «Das Recht des Besitzes und das Besitzrecht im österreichischen Tabularrechte» // Österreichischen Zentralblatt für die juristische Praxis. — Wien, 1911. — Bd. 29. — H. 7. — S. 1–24. (нім.)
- «Aus dem internationalen Eherechte — ein gutachten» // Österreichische Allgemeine Gerichts-Zeitung. — Wien, 1912. — S. 17. (нім.)
- «Deutsche und Ukrainer in der inneren Politik Österreich» // Herausgegeben vom Allgemeinen Ukrainischen Nationalrat. — August 1915. (нім.)
- «Das Allgemeine Bürgerliche Gesetzbuch im Lichte der Lehren Kants» // Zentralblatt für die juristische Praxis. — Wien, 1926. — Bd. 44. — S. 899–906. (нім.)
- «Zur Lehre von der Geschäftsführung» // Iherings Jahrbücher für die Dogmatik des bürgerlichen Rechts. — Jena, 1926. — Bd. 77. — S. 48–74. (нім.)
- «Dingliche und persönliche Rechte» // Iherings Jahrbücher für die Dogmatik des bürgerlichen Rechts. — Jena, 1927. — Bd. 78. — S. 87–137. (нім.)
- «Kultur, Zivilisation und Recht» // Archiv für Rechts und Wirtschaftsphilosophie. — Berlin–Breslau, 1927. — Bd. 21. — S. 1–17. (нім.)
- «Zur Geschichte und Theorie des internationalen Privatrechts» // Zentralblatt für die juristische Praxis. — Wien, 1928. — H. 11. — S. 1–29; H. 12. — S. 30–51. (нім.)
- «Zur Grundlegung des modernen Privatrechts» // Iherings Jahrbücher für die Dogmatik des bürgerlichen Rechts. — Jena, 1929. — Bd. 79. — S. 1–94; Bd. 80. — S. 140–254. (нім.)
- «Právní vznik československého státu» // Právnik. — Praha, 1929. — R. 68. — Sešit 12. — S. 353–365. (чеськ.)
- «Das Problem des Volksrechts» // Archiv für zivilistische Praxis. — Wien, 1930. — Bd. 12. — H. 3. — S. 257–331. (нім.)
- «Staré а nové směry v nauce práva soukromného» // Právnik. — Praha, 1931. — S. 73–87; 117–122. (чеськ.)
- «Die Wiederherstellung des österreichischen internationalen Privatrecht» // Zentralblatt für die juristische Praxis. — Wien, 1931. — Bd. 49. — H. 7/8. (нім.)
- «O istocie prawa gospodarczego» // Czasopismo prawnicze і ekonomiczne. — Kraków, 1932. — R. 27. — S. 340–362/ (пол.)
- «Metody v právní vědě» // Sbornic věd právnich a státních. — Praha, 1932. — R. 32. — Sešit 1. — S. 37–50. (чеськ.)
- «Poznámky knověosnově obc'anského zákonika» // Sborník věd právních а státních. — Praha, 1932. — R. 32. — Sešit 2. — S. 129–162; Praha, 1933. — R. 33. — Sešit 1. — S. 50–133; Praha, 1934. — R. 34. — Sešit 3. — S. 312–383. (чеськ.)
- «Der Čechoslovak. Entwurf und der Polnische Codex des Obligationsrechtes» // Zentralblatt für die juristische Praxis. — Wien, 1934. (нім.)
- «Das neue polnische Obligationsrecht» // Zeitschrift für Osteuropäische Recht. — Breslau, 1934. — H. 3. (нім.)
- «Beiträge zur juristischen Methodologie» // Archiv für zivilistische Praxis. — Wien, 1935. (нім.)
- «Die Rezeption des österreichische Privatrechtes in der Čechoslovakei und Jugoslavien» // Zeitschrift für Osteuropäische Recht. — Berlin, 1935. — H. 9–12. (нім.)

## Вшанування пам'яті
1989 року у Тернополі на будинку, що на вул. Степана Качали, 3, де народився Станіслав Дністрянський, встановлено меморіальну таблицю з барельєфом (скульптор І. Мулярчук, архітектор С. Дирявко). Меморіальні речі з його спадщини передані з м. Пряшів (Словаччина) у Закарпатський обласний краєзнавчий музей імені Тиводара Легоцького в Ужгороді, архів — у Державний архів Тернопільської області.
У 2003 році Тернопільською обласною організацією Спілки юристів України та Національної спілки письменників України заснована Тернопільська обласна премія імені Станіслава Дністрянського. Премією нагороджуються за активну громадянську позицію, громадську, правозахисну та публіцистичну діяльність, наукові здобутки в галузі права та пропаганду правових знань. Перші лауреати премії — доцент Тернопільської академії народного господарства, заслужений юрист України Зіновій Гладун та письменник, старший науковий редактор ТЕС Богдан Мельничук (2003; за книжку «Як стати юристом»).
26 листопада 2015 року Інститут держави і права імені В. М. Корецького НАН України провів міжнародну науково-практичну конференцію присвячену 145-літтю професора Станіслава Дністрянського і оприлюднив збірник тез, в яких, зокрема, вміщено статті про вченого, окремі його праці та перелік його праць.